# Santa Bernardina
Santa Bernardina est une ville d'Uruguay située dans le département de Durazno. Sa population est de 1 333 habitants.

## Population
| Année | Population |
| ----- | ---------- |
| 1963  | 887        |
| 1975  | 1 441      |
| 1985  | 1 371      |
| 1996  | 1 243      |
| 2004  | 1 333      |

Référence,.

## Infrastructure
La ville possède un aéroport international, l'Aéroport de Santa Bernardina.